# 研究助理
研究助理是指受雇于大學、研究机构或私营研究组织的研究人员，他們主要職責是协助首席研究员進行學術研究，這也意味著研究助理通常不直接对研究结果负责。然而在一些国家，研究助理可能是研究成果的主要贡献者。通常僱傭機構與研究助理籤的是一份临时合同。研究助理通常接受过大學教育。